# Casa del Mandarino
La Casa del Mandarino (in portoghese: Casa do Mandarim; in cinese: 鄭家大屋) è un complesso residenziale storico di Macao. L'edificio fa parte del centro storico di Macao, inserito nella lista del patrimonio dell'umanità dell'UNESCO.

## Storia
La residenza, costruita nel 1869 (nell'ottavo anno del regno dell'imperatore Tongzhi), apparteneva al teorico riformatore della dinastia Qing Zheng Guanying (1842-1921), il quale completò nella casa di Macao la sua opera più importante "Shengshi Weiyan" ("Avvertenze in Tempo di Prosperità). La particolarità della struttura è che occupa 4.000 m² di superficie; la più grande casa famigliare di tutta la città. In seguito la casa venne pian piano allargata sia dallo stesso Zheng che da suo fratello. Lo stile seguito dagli architetti fu quello cantonese, anche se vennero inseriti alcuni dettagli architettonici derivati dallo stile occidentale.
Tra il 1950 e il 1960 la famiglia Guanying si trasferì lontano da Macao e la casa fu affittata. All'interno della struttura gli inquilini arrivarono ad essere circa 300 in povere condizioni di vita, causando alla struttura un certo tipo di degrado. Proprio in questo periodo la casa fu gravemente danneggiata da un incendio e i lavori di ristrutturazione durarono 8 anni. Il recupero della casa fu completo quando nel 2001 il governo della Regione Amministrativa Speciale di Macao ne acquisì la proprietà.